# Єврейський цвинтар (Бердичів)
49°54′19″ пн. ш. 28°34′39″ сх. д. / 49.9054° пн. ш. 28.5774° сх. д.

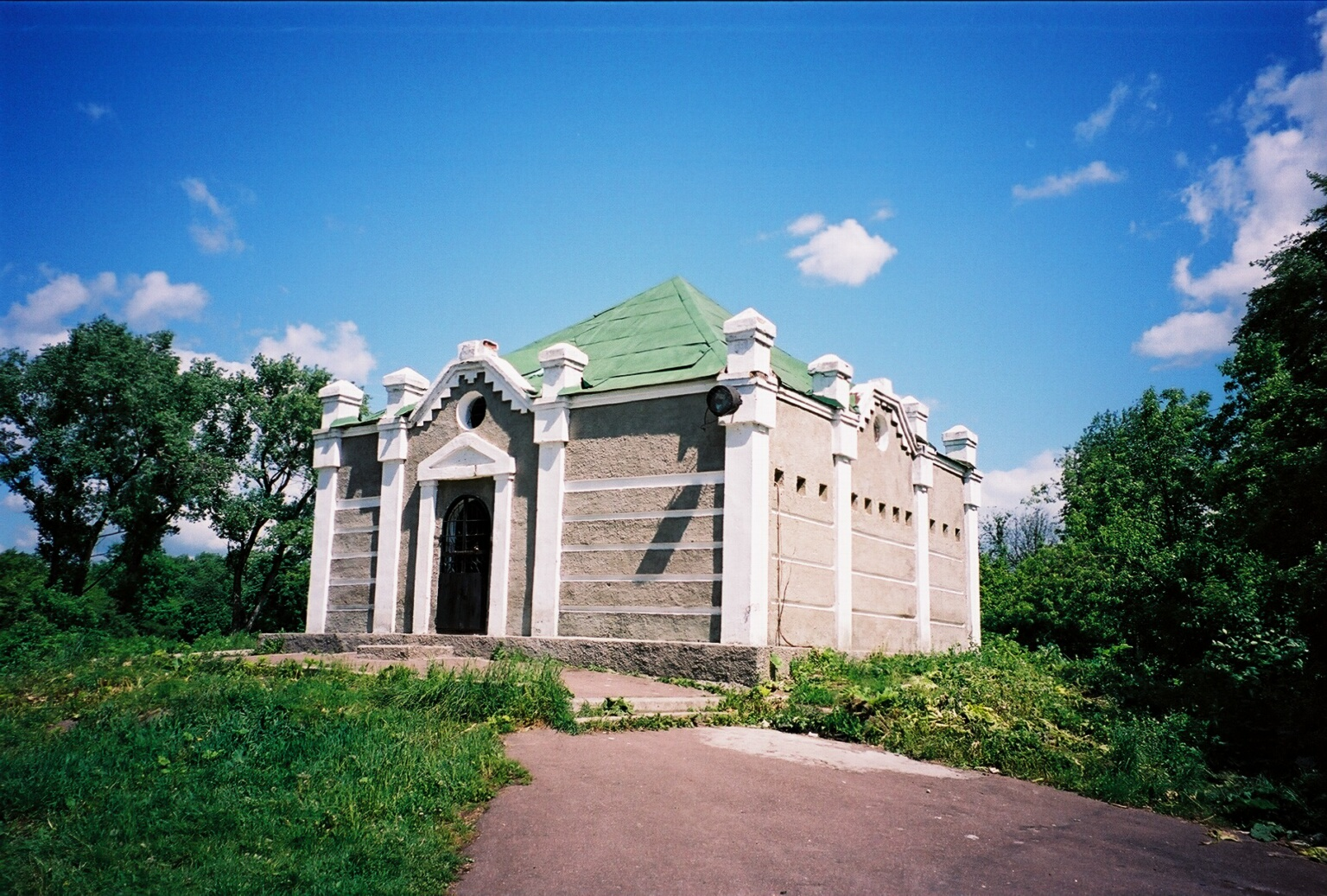
Мавзолей для Леві Іцхака з Бердичева, травень 2002 року

Єврейський цвинтар в Бердичеві (Житомирська область) було засновано у XVIII столітті.

## Короткий опис
Єврейський цвинтар розташований на вулиці Житомирській 72, на північ від міста в напрямку Житомира. На цвинтарі відбувалися поховання до жовтня 1973 року. Це єдиний з трьох єврейських цвинтарів міста, який зберігся донині. На цвинтарі збереглося близько 5000 надгробків.
При вході до цвинтаря встановлено пам'ятний знак жертвам масових розстрілів євреїв Бердичева, які проводили нацисти 15-16 вересня 1941 року.
У південній частині кладовища поряд із залізничною колією знаходиться пам’ятний знак жертвам політичних репресій 1937-1938 рр. 14-15 травня 1990 року на пустирі єврейського кладовища відбулась ексгумація частини могил, яку провели відповідні спеціалісти. Ними встановлено, що тут знаходяться групові поховання розстріляних громадян у 1937-1938 pp. У п’ять великих, обтягнутих червоною матерією, домовин зібрали останки 195 чоловік, кожен із яких загинув від кулі у потилицю. З приводу цих подій відбулася громадська панахида 16 травня 1990 р. Сам пам’ятний знак на місці перепоховання останків жертв репресій відкрито 18 квітня 1995 року. Напис на пам’ятному знакові: “Жертвам репресій від бердичівлян. 1995 р.”.
1809 року в південно-східній частині цвинтаря був похований рабин Леві Іцхак з Бердичева, відомий хасидський рабин і цадик. 1991 року, вже за часів незалежності України, на кошти мецената з Ізраїлю Нахмана Ельбаума було споруджено нову усипальницю Леві Іцхака. 1996 року усипальниця була пошкоджена вандалами, але згодом відремонтована. У 2007 році відбулась реконструкція усипальні та прилеглої до неї території – звели нові стіни усипальні поверх старих (їх згодом розібрали), встановили огорожу. На сьогодні могила рабина Леві Іцхак з Бердичева залишається місцем паломництва хасидів із усього світу. 
На території кладовища розташована також сімейна усипальня Макарівського рабина (згодом Бердичівського) Мойше Мордехай Тверського (1844-1920), його сина рабина Цві-Арія Тверського (?-1935) та зятя Цві-Арія – рабина Хаїма Каннера (?-1937). Усипальниця родини Тверських відновлена у 1990—1991 роках. Також на кладовищі окремо знаходиться могила Мірл Каннер-Тверської. Під час Другої світової війни цю усипальню знищили. У 1990-1991 рр. нащадок родини Тверських Ісак Каннер відновив усипальню, згодом провів повторну реставрацію.

## Видатні особистості
- Леві Іцхак з Бердичева (1740—1810), хасидський рабин і цадик.
- Мойше Мордехай Тверський (1844—1920), його син рабин Цві-Арія Тверський (?-1935)
- рабин Хаїм Каннер (?-1937).
- рабин Шмар'є (Шмерла) (пом. 4.11.1910), син рабина Аврума-Елі з брацлавських хасидів.